# Меггі (космічна хмара)
Меггі — гігантська хмара водню в нашій галактиці Чумацький Шлях довжиною 3900 світлових років і шириною 130 світлових років. Це цільна структура, усі частини якої мають однакову швидкість відносно місцевого стандарту спокою, і одна з найбільших структур Чумацького Шляху. Меггі знаходиться на відстані близько 55 000 світлових років від нас, на протилежному від нас боці Чумацького Шляху. Вісім відсотків маси Меггі припадає на молекулярний водень, решта — атомарний водень. Є надія, що хмара допоможе зрозуміти одну з найбільш ранніх стадій зореутворення.
Хмару вперше назвав колумбійський астроном Хуан Солер, співробітник з Національного інституту астрофізики в Римі, Італія. Він назвав її на честь найдовшої річки в його рідній країні, Магдалени, використавши зменшувальну англійську форму імені. Астрономи виявили хмару в межах огляду Чумацького Шляху THOR (англ. HI/OH/Recombination line survey) і вперше описали її в грудні 2021 року.